# IRT Flushing Line
IRT Flushing Line est une ligne (au sens de tronçon du réseau) à la fois souterraine et aérienne du métro de New York qui dessert les arrondissements de Manhattan et du Queens. Elle est issue de l'ancien réseau de l'Interborough Rapid Transit Company (IRT) tout comme la Broadway-Seventh Avenue Line et la Lexington Avenue Line. Elle fait donc partie de la Division A. À l'origine elle est dénommée Corona Line (ou Woodside and Corona Line) lorsque son terminus se situe dans le quartier de Corona. Elle constitue en outre l'une des lignes principales (trunk lines) du réseau qui donnent leur couleur (en l’occurrence le violet) aux dessertes (services) qui les empruntent, à la fois dans Manhattan et en dehors.
La ligne, dont une partie est inaugurée en 1915 est achevée en 1928, comporte 21 stations. Elle doit son nom à l'emplacement de son terminus Est, situé dans le quartier de Flushing, dans le Queens. Elle présente en outre la particularité (avec l'IND Crosstown Line et la BMT Canarsie Line) de n'être empruntée par un seul service de desserte, la ligne 7 qui se décline avec une desserte par des rames omnibus et une desserte par des rames express ne s'arrêtant qu'aux stations principales.
La ligne se distingue par la variété des structures qui sont utilisées le long de son tracé, qui vont de poutres en acier pour les sections aériennes à des viaducs construits dans un style européen. Les stations souterraines ont également, d'origine, des  designs uniques, comme celle de Hunters Point Avenue qui est construite dans un style italien ou celle de Grand Central – 42nd Street qui est construite comme un unique tube circulaire sur le modèle des stations du métro de Londres.

## Histoire

### La construction chaotique du Steinway Tunnel
L'origine du premier segment de la Flushing Line remonte au 25 février 1885, lorsque la East River Tunnel Railroad Company est créée dans l'optique de construire des liaisons ferroviaires souterraines sous l'East River afin de relier les lignes du New York Central à Long Island. Cependant, le projet mis à l'étude n'est pas mis en œuvre, et deux ans plus tard, une autre entreprise baptisée New York & Long Island Raiload est créée avec le même objectif en août 1887. En 1890, William Steinway conseille à la nouvelle entreprise d'utiliser de l'électricité pour alimenter ses tunnels, dans l'espoir que le tunnel permette d'augmenter la valeur de ses propriétés situées dans le quartier. Les travaux de construction du tunnel débutent le 3 juin 1892, au niveau de l'intersection de la 50e avenue et du croisement de Vernon Avenue et Jackson Avenue dans le Queens. La construction est cependant marquée par plusieurs difficultés, notamment en raison de la nature des formations géologiques au fond de l'East River. Le chantier est ainsi marqué : par plusieurs inondations et une explosion de dynamite qui fait cinq morts parmi les ouvriers. Ces difficultés conduisent à l'interruption du chantier le 2 février 1893 en raison de problèmes financiers. Plusieurs appels à reprendre les travaux sont lancés entre 1893 et 1896, de même qu'un projet d'extension de la ligne au New Jersey, mais aucun d'entre eux n'aboutit. Le projet est cependant relancé en 1902 avec le soutien de August Belmont, Jr., et le tunnel, nommé plus tard Steinway Tunnel, est achevé en 1907.

### De Queensboro Plaza aux extensions à l'est puis à l'ouest

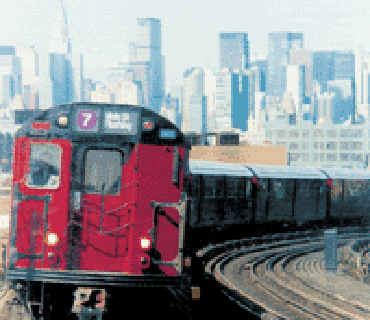
Train de type R36 dans sa livrée Redbird au niveau de la station 33rd Street – Rawson Street, avant que le modèle ne soit retiré.

Au niveau de Queensboro Plaza, la ligne est raccordée au 60th Street Tunnel de la BMT, de même qu'à un embranchement avec une section aérienne de l'IRT Second Avenue Line sur le pont de Queensboro. À l'est de la station, deux lignes sont construites par la ville dans le cadre des Dual Contracts : la Flushing Line, et l'Astoria Line. Initialement, les deux lignes appartiennent alors à l'IRT, mais la BMT y bénéficie d'un droit de passage égal et irrévocable. Cependant, étant donné que les métros de la BMT sont plus large, et que les quais sont construits selon les spécifications de l'IRT, les métros de la BMT ne peuvent pas circuler au-delà de Queensboro Plaza. Les passagers ont cependant la possibilité d'utiliser des « navettes » (shuttles) fonctionnant sur des tronçons aériens assurant les liaisons avec les terminus de Astoria – Ditmars Boulevard et Flushing – Main Street. Les trains de l'IRT en revanche circulent sur l'ensemble de la ligne, permettant aux passagers de rallier les quartiers d'Astoria et Flushing sans changement.
Le segment entre Queensboro Plaza et 103rd Street – Corona Plaza est mis en service le 21 avril 1917. Les premières navettes de la BMT sont mises en service sur la ligne (et la BMT Astoria Line) le 8 avril 1923. Les sources divergent sur la date exacte d'ouverture des sections situées plus à l'est. Dans un article du New York Times paru le du 8 mai 1923, la date du 7 mai est avancée pour l'ouverture du segment allant jusqu'à Mets – Willets Point mais l'article mentionne également des retards liés à l'enfoncement partiel de la ligne. Des articles du 13 et du 15 mai sur la célébration de l'inauguration mentionnent quant à eux la date du 14 mai pour l'ouverture de la station de Willets Point,. Enfin, un article du 22 janvier 1928 explique que l'extension de la ligne n'a ouvert que le 21 janvier, soit environ un an après la fin des travaux en raison de la nécessite de renforcer les infrastructures après plusieurs problèmes de construction.
Initialement, Flushing – Main Street ne devait pas constituer le terminus de la ligne qui devait être prolongée vers l'est. Ainsi, en juin 1913, la New York Public Service Commission étudia plusieurs alternatives, mais ce projet, qui fut repris dans le plan d'expansion 1929-1940 ne furent finalement jamais construites.
Depuis la mise en service de la ligne, les dessertes de l'IRT y circulant portent le chiffre 7, même si le chiffre n'apparut sur les trains qu'au moment de la mise en place des trains du contrat R12 en 1948. Les dessertes de la BMT portaient quant à elles le numéro 9, qui apparaissait sur les plans du réseau, mais pas sur les métros.
La ligne fut également prolongée à l'ouest de la station Grand Central – 42nd Street située sous la Gare de Grand Central Terminal sur une ligne construite en dessous du S 42nd Street Shuttle : le tronçon Grand Central – 42nd Street - 2nd Street / Fifth Avenue – Bryant Park ouvre le 22 mars 1926 ; le prolongement vers Times Square – 42nd Street est ouvert un an plus tard, le 14 mars 1927.
À l'occasion de l'Exposition universelle de New York 1939-1940, la station Mets – Willets Point est reconstruite, et déplacée vers la 123e rue, à l'ouest de la station originelle. Quelques vestiges de l'ancienne station sont toujours visibles : les ferronneries indiquant toujours l'emplacement des anciens quais, et les restes de l'ancienne entrée peuvent toujours être aperçus à l'est de la station actuelle. La station originelle est secondaire sur la ligne, ne comportant que deux escaliers, et un toit relativement court au niveau des quais. La station actuelle en revanche est plus grande, et les larges rampes d'accès construites pour l'exposition existent toujours, mais ne sont plus utilisées que dans le cadre d'événements de grande ampleur tels que l'US Open de tennis. La desserte express en direction de l'exposition est mise en place le 24 avril 1939. Cela constitue alors la première utilisation commerciale des voies express centrales, qui jusque-là sont exploitées pour de la maintenance, ou pour permettre le passage des trains pendant les travaux.

### Matériel roulant sur la ligne de la Foire Internationale de 1939-1940
En 1938, l'IRT passe commande auprès de la St. Louis Car Company pour l'intégralité des rames destinées à l'Exposition universelle de New York 1939-1940. Ces rames différent des voitures traditionnelles de l'IRT en ce sens qu'elles ne disposent pas de vestibules aux deux extrémités. En outre, étant donné que l'IRT est alors proche de la faillite, les rames sont construites avec un unique poste de pilotage, le mécanicien étant à l'avant, et le conducteur à l'arrière. Ces voitures sont par la suite transférées sur l'IRT Third Avenue Line dans le Bronx.
En réponse, la BMT fait convertir 90 voitures open gate en modèles closed-end dans ce qui devient les voitures de Type Q (étant exploitées dans le Queens). Les rames de « type Q » sont assemblées en ensembles de trois voitures, et seules les voitures situées aux deux extrémités disposent de moteurs à traction et de motorman controls. Pour l'Exposition universelle, les rames sont repeintes dans une livrée bleue et orange, aux couleurs de l’événement. En 1949, neuf ans après la fermeture de l"exposition, les rames sont déplacées sur le Third Avenue El; elles ne circulent alors que sur les voies express en raison de leur poids important qui est trop élevé pour les voies omnibus, plus anciennes. Le dernier modèle de voitures conçues par la BMT, un an avant la consolidation des réseaux de l'IRT, de la BMT et de l'Independent Subway System (IND) en 1940 est donc utilisé sur la dernière ligne aérienne de leur ancien concurrent. Une opération similaire est réalisée en 1964 à l'occasion de la Foire internationale 1964-1965 pour laquelle les anciens métros de type R15 sont remplacés par les rames plus récentes du contrat R36.

### Modification des dessertes dans les années 1940 et 1950
À l'automne 1949, l'exploitation commune de la ligne par l'IRT et la BMT prend fin, la gestion de la Flushing Line est attribuée à la seule IRT. En contrepartie, la BMT récupére l'Astoria Line dont les quais sont rabotés pour permettre aux rames de la Division B, plus larges, d'y circuler. À la suite de ces changements, les huit voies de la station de Queensboro Plaza sont consolidées, et la partie nord de la structure est détruite. Des vestiges des anciens quais, et des voies qui convergent alors au niveau de la station sont toujours visibles. Les longs quais de l'IRT, permette d'accueillir des rames de onze voitures ils constituent également des vestiges de l'ancien partage de la ligne.
Les rames acquises dans le cadre des contrats R33 et R36 sont utilisées exclusivement sur la Flushing Line entre 1964 et 2002. La plupart des voitures ont depuis été démantelées et coulées dans l'Océan Atlantique pour faire office de barrière et récifs coralliens artificiels. Le 3 novembre 2003, le dernier train de la livrée Redbird circule en desservant toutes les stations de la ligne entre Times Square et Mets – Willets Point Ces rames ont, depuis, été remplacées par les trains R62, construits par Bombardier.

## Tracé et stations
|                                                                  | Station                                  | Voies              | Dessertes   | Ouverture         | Correspondances |
| ---------------------------------------------------------------- | ---------------------------------------- | ------------------ | ----------- | ----------------- | --- |
| La ligne débute avec trois voies                                 |                                          |                    |             |                   | |
|                                                                  | Flushing – Main Street                   | Express et omnibus | (7) · (<7>) | 21 janvier 1928   | Long Island Railroad |
|                                                                  | Mets – Willets Point                     | Express et omnibus | (7) · (<7>) | 21 janvier 1928   | Long Island Railroad |
|                                                                  | 111th Street                             | Omnibus            | (7)         | 21 janvier 1928   | |
|                                                                  | 103rd Street-Corona Plaza                | Omnibus            | (7)         | 21 avril 1917     | |
|                                                                  | Junction Boulevard                       | Express et omnibus | (7) · (<7>) | 21 avril 1917     | |
|                                                                  | 90th Street-Elmhurst Avenue              | Omnibus            | (7)         | 21 avril 1917     | |
|                                                                  | 82nd Street-Jackson Heights              | Omnibus            | (7)         | 21 avril 1917     | |
|                                                                  | 74th Street / Broadway                   | Omnibus            | (7)         | 21 avril 1917     | IND Queens Boulevard Line () à 74th Street / Broadway |
|                                                                  | 69th Street                              | Omnibus            | (7)         | 21 avril 1917     | |
|                                                                  | 61st Street-Woodside                     | Express et omnibus | (7) · (<7>) | 21 avril 1917     | Long Island Railroad |
|                                                                  | 52nd Street                              | Omnibus            | (7)         | 21 avril 1917     | |
|                                                                  | 46th Street-Bliss Street                 | Omnibus            | (7)         | 21 avril 1917     | |
|                                                                  | 40th Street-Lowery Street                | Omnibus            | (7)         | 21 avril 1917     | |
|                                                                  | 33rd Street – Rawson Street              | Omnibus            | (7)         | 21 avril 1917     | |
| Fin de la voie express centrale                                  |                                          |                    |             |                   | |
| Raccordement avec la BMT Astoria Line (pas de liaison régulière) |                                          |                    |             |                   | |
|                                                                  | Queensboro Plaza                         | Express et omnibus | (7) · (<7>) | 5 novembre 1916   | BMT Astoria Line () |
|                                                                  | Court Square                             | Express et omnibus | (7) · (<7>) | 5 novembre 1916   | IND Crosstown Line () IND Queens Boulevard Line () |
|                                                                  | Hunters Point Avenue                     | Express et omnibus | (7) · (<7>) | 15 février 1916   | Long Island Railroad |
|                                                                  | Vernon Boulevard-Jackson Avenue          | Express et omnibus | (7) · (<7>) | 22 juin 1915      | Long Island Railroad |
| Steinway Tunnel sous l'East River                                |                                          |                    |             |                   | |
|                                                                  | Grand Central – 42nd Street              | Express et omnibus | (7) · (<7>) | 22 juin 1915      | IRT Lexington Avenue Line () S 42nd Street Shuttle () Metro-North Railroad |
|                                                                  | 42nd Street / Fifth Avenue – Bryant Park | Express et omnibus | (7) · (<7>) | 22 mars 1926      | IND Sixth Avenue Line () |
|                                                                  | Times Square – 42nd Street               | Express et omnibus | (7) · (<7>) | 14 mars 1927      | IRT Broadway-Seventh Avenue Line () BMT Broadway Line () IND Eighth Avenue Line () à 2nd Street – Port Authority Bus Terminal S 42nd Street Shuttle () Port Authority Bus Terminal |
|                                                                  | 34th Street – Hudson Yards               | Express et omnibus | (7) · (<7>) | 13 septembre 2015 | |

## Exploitation
Le service de desserte ligne 7 fonctionne en continu sur l'ensemble du tracé entre la station 34th Street – Hudson Yards (en) à Chelsea et celle de Flushing – Main Street dans le Queens. Elle dessert également la station de Grand Central – 42nd Street et constitue la seule ligne régulière à desservir les deux stations les plus fréquentées du réseau (le S 42nd Street Shuttle y ayant ses deux terminus). Le service de desserte express ligne 7, qui suit le même tracé, ne circule que pendant les heures de pointe et dans la direction la plus encombrée c'est-à-dire du Queens vers Manhattan entre 6 h 30 et 9 h 30, puis de Manhattan vers le Queens entre 15 h 30 et 22 h en semaine. La desserte express ne compte ainsi que 11 stations au lieu de 21 entre les deux terminus.

## Projets

### Les nouveaux défis: automatisation et prolongement de la ligne

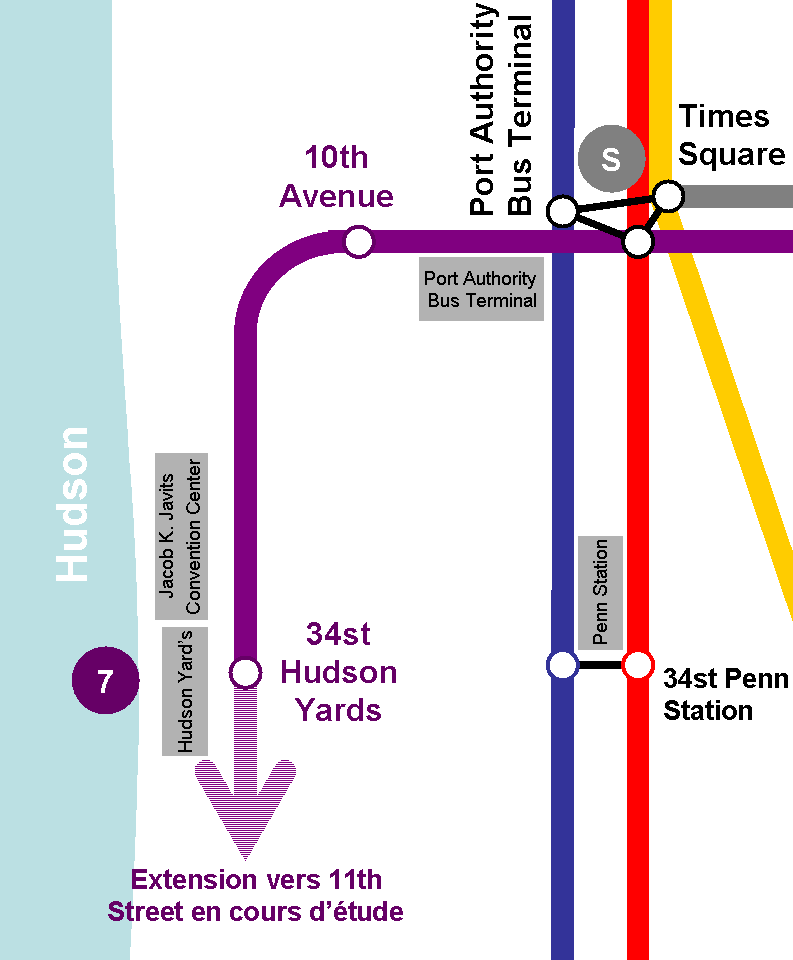
Plan de prolongement de la ligne 7 vers l'ouest. La station de 34th Street est actuellement en construction.

En octobre 2011, la MTA a commencé l’installation de systèmes de Communication based train control (CBTC) dans le cadre du projet d'automatisation des lignes du réseau. La Flushing Line constitue ainsi la seconde ligne sur laquelle le système sera installé après la BMT Canarsie Line.
L'extension de la ligne 7, aussi connue sous le nom de Hudson Yards Rezoning and Development Program (« Programme de rezonage et de développement des Hudson Yards ») consiste en une prolongation de la ligne de 2,4 km (1,5 mile) en direction de l'ouest et du sud, à partir du terminus actuel à 42e rue-Times Square. Alors que le plan initial prévoyait deux nouvelles stations, la première au croisement de la 41e rue et de la Dixième Avenue et la seconde plus au sud au croisement entre la 34e rue et de la Onzième Avenue, la première a été retirée des plans en octobre 2007. Elle pourrait cependant être réintégrée si des financements peuvent être trouvés. L'ouverture de la nouvelle ligne, initialement prévue pour décembre 2013 a été repoussée à juin 2014, et le reste de la nouvelle station sur la 34e (en) rue devrait être terminé fin 2015. Le budget de l'extension de la ligne est de l'ordre de 2,4 milliards de dollars.
L'objectif de l'extension de la ligne est de contribuer à la croissance de la ville au travers du développement des Hudson Yards tout en améliorant la desserte du futur ensemble. L'extension servira également à améliorer l'accès au Jacob K. Javits Convention Center et offrira des espaces supplémentaires de stockage pour les trains
|       | Service                                          | Parcours desservi                                                       |
| ----- | ------------------------------------------------ | ----------------------------------------------------------------------- |
| (7)   | Omnibus                                          | Ligne complète (De 34th Street – Hudson Yards à Flushing – Main Street) |
| (<7>) | Express (pendant les heures de pointe seulement) | Ligne complète (De 34th Street – Hudson Yards à Flushing – Main Street) |